# Periscepsia amicula
Periscepsia amicula là một loài ruồi trong họ Tachinidae.